# Geografija Čila
Geografija Čila je zelo raznolika, saj se država razprostira od zemljepisne širine 17 ° južno do rta Horn pri 56 ° (če so vključene čilske trditve o Antarktiki, se Čile razširi do Južnega tečaja) in od Tihega oceana na zahodu do Andov na vzhodu. Čile leži v južni Južni Ameriki in meji na južni Tihi ocean in majhen del južnega Atlantika. Teritorialna oblika Čila je med najbolj nenavadnimi na svetu. Od severa proti jugu meri 4270 km, a le približno 177 km od vzhoda proti zahodu. Na zemljevidu je videti kot dolg trak, ki sega od sredine zahodne obale Južne Amerike naravnost navzdol do južne konice celine, kjer se nekoliko vzpne proti vzhodu. Otoki Diego Ramírez in rt Horn, najjužnejši točki v Ameriki, kjer se Tihi in Atlantski ocean burno srečujeta, sta čilsko ozemlje. Severni sosedi sta Peru in Bolivija, meja z Argentino na vzhodu je tretja najdaljša na svetu s 5150 km.

## Dolga, ozka država
Severni dve tretjini Čila ležita na tektonski Nazca plošči, ki se proti vzhodu premika deset centimetrov letno in se podriva pod kontinentalno ploščo Južne Amerike. To gibanje je povzročilo nastanek Perujsko-čilskega podmorskega jarka, ki leži onstran ožjega pasu obalnih voda severnih dveh tretjin države. Jarek je širok približno 150 km in povprečno približno 5000 m globok. Na najgloblji točki, severno od pristanišča Antofagaste, se poglobi na 8066 m. Čeprav oceanska površina to zakriva, večina Čila leži na robu globokega prepada.
Isti tektonski premiki, ki so ustvarili jarek, so povzročili, da je država zelo nagnjena k potresom. V dvajsetem stoletju je Čile prizadelo osemnajst velikih potresov, vse s silo, večjo od 6,9 po Richterjevi lestvici. Najmočnejši od teh se je zgodil leta 2010 (z oceno 8,8 po Richterjevi lestvici) in Valdivia 1960 (dosegel 9,5). Ta zadnji potres se je zgodil 22. maja, dan po drugem pomembnem potresu, ki je meril 7,25 po Richterjevi lestvici in zajel obsežen del južno-osrednjega Čila. Povzročil je cunami, ki je na jugu uničil desetine ribiških vasi in dvignil ali znižal dele obale kar za dva metra. Trk tektonskih plošč je vplival tudi na Ande, geološko mlado gorsko območje, ki na samo čilskem ozemlju vključuje okoli 620 vulkanov, od katerih jih je veliko aktivnih. Skoraj 60 jih je v zgodnjem 19. stoletju izbruhnilo. Več kot polovica površja Čila je vulkanskega izvora.
Okoli 80 % površja Čila je sestavljeno iz gora ali drugih oblik. Večina Čilencev živi v bližini ali na teh gorah. Veličastno zasneženi Andi in njihove višine zagotavljajo vedno lepo pokrajino, vendar obstajajo tudi druge, čeprav manj grozljive gore. Te se navidezno pojavljajo kjerkoli in so običajno del prečnih in obalnih območij. Prve, ki najbolj značilno ležijo proti severu in v daljnih severnih naravnih regijah, segajo z različnimi oblikami od Andov do oceana in ustvarjajo doline vzhodno-zahodne smeri. Slednje so očitne predvsem v središču države in tvorijo, kar običajno imenujejo Podolžna dolina (Valle Central) med njimi in Andi. Na skrajnem jugu Podolžna dolina ponikne v oceanske vode. Na tem mestu višji hribi obalnega območja postanejo množica otokov, ki sestavljajo zapleten labirint kanalov in fjordov, ki so bili vedno izziv pomorščakom.
Velik del čilske obale je robusten, z valovi za katere se zdi, da eksplodirajo proti skalam, ki ležijo v vznožju visokih klifov. To trčenje kopnega in morja se tako pogosto prepušča ljubeznivim plažam različnih dolžin, od katerih nekatere obkrožajo klifi. Humboldtov tok, ki izvira severozahodno od Antarktičnega polotoka (ki se razprostira v Bellingshausenovo morju) in teče ob celotni dolžini čilske obale, dovaja hladno vodo. Plavanje na čilskih priljubljenih plažah v osrednjem delu države, kjer voda poleti ni toplejša od 15 ° C, zahteva precej poguma.
Čilsko ozemlje se razteza daleč zahodno v Polinezijo. Najbolj znani čilski pacifiški otoki so Velikonočni otok (Isla de Pascua, znan tudi po polinezijskem imenu Rapa Nui), z 2800 prebivalci. Leži 3600 km zahodno od celinskega pristanišča Caldera v Čilu, tik pod Kozorogovim povratnikom in omogoča Čilu dostop do Pacifika. Znan je po 867 monolitih (moai), ki so veliki (do 20 metrov visoki) in skrivnostni, brez prepoznavnih obrazov, izrezani iz vulkanskega kamna. Otočje Juan Fernández, ki leži 587 km zahodno od Valparaísa, je mesto majhnega ribiškega naselja. Znani so po jastogih in dejstvu, da je eden od otokov otok Robinsona Crusoeja, kjer je Alexander Selkirk, ki je navdihnil roman Daniela Defoeja, preživel približno štiri leta.

## Topografske regije
Obalna Kordiljera (Cordillera de la Costa) je 50 km široko hribovje, ki se dviga nad tihomorsko obalo med Valparaisom na severu in Puerto Monttom na jugu, se nadaljuje proti otoku Chiloé in drugim otokom na jugu Čila. Doseže višino do okoli 2000 m in je razčlenjeno s prečnimi dolinami rek, ki tečejo v Tihi ocean. Gorovje je sestavljeno iz paleozoiskih in mezozoiskih magmatskih in metamorfnih kamnin, brez delujočih vulkanov.
Podolžna dolina (Valle longitudinal) je približno 700 km dolga in 50 km široka planota med obalnim gorovjem in Andi. Na severu jo omejuje dolina reke Aconcagua, na jugu sega do kraja Puerto Montt. Od tu se nadaljuje proti jugu še 300 km kot dolg preliv med otoki in celino. Je prvotni tektonski jarek prepreden s prečnimi dolinami in napolnjen z izmečki ognjenikov in rečnimi naplavinami.
Andi (Cordillera de los Andes) so v Čilu razdeljeni na severne in južne Ande. Severni so po zgradbi podobni perujskim in bolivijskim, kjer so med visokimi gorami planote na 4000 m nmv, s kotlinami brez odtoka. Tu so kotline s slanimi jezeri in slanimi kotanjami (salarji). Večina gora so ognjeniški stožci visoki tudi več kot 6000 m. V južnih Andih ni planot, gorovje je zelo razčlenjeno z ledeniško preoblikovanimi rečnimi dolinami. Tu so še danes aktivni ognjeniki, pogosti so potresi. Proti jugu se Andi postopoma nižajo, ledeniki so jih preoblikovali, doline se stekajo v fjorde.

## Naravne regije
Ker se Čile razteza od točke približno 625 km severno od Kozorogovega povratnika do točke, ki je več kot 1400 km severno od Antarktičnega kroga, lahko v tej državi najdemo širok izbor podnebij. Zato je geografsko mogoče državo razdeliti na več različnih delov. Običajno jo geografi delijo v pet regij: daljni sever, bližnji sever, osrednji Čile, jug in daleč na jug. Vsaka ima svojo lastno značilno vegetacijo, živalstvo, podnebje in kljub vsesplošnosti Andov in Pacifika svojo posebno topografijo.

### Norte Grande
Daljni sever (Norte Grande) se razteza od perujske meje do okoli 27 ° južne širine, črte, ki je približno vzporedna z reko Copiapó in je izjemno aridna (suh, sušen). V glavnem vsebuje puščavo Atacama, eno najbolj suhih območij na svetu. Na določenih območjih ta puščava sploh nima padavin. Geografsko je mogoče aridnost razložiti z naslednjimi razlogi:
- Puščava je na zavetrni strani čilskega obalnega območja - Obalne Kordiljere, tako da le majhna vlaga iz Tihega oceana doseže puščavo.
- Andi so tako visoki, da zaustavijo dvigajoče oblake, kar lahko povzroči padavine, ki nastanejo nad Amazonskim bazenom, da bi vstopile v puščavo z vzhoda.
- Inverzijska plast nastaja v hladnem Humboldtovem toku in v južnem Tihem oceanu.

Povprečne mesečne temperature se gibljejo ob morju med okoli 20,5 ° C in pozimi okoli 14 ° C. Večina prebivalstva živi na obalnem območju, kjer so temperature bolj zmerne in vlažnost višja. V nasprotju s podobo črno-bele jalovosti, ki jo večina ljudi povezuje s puščavami, je pokrajina spektakularna, s svojimi hribi in gorami vseh oblik in velikosti, od katerih ima vsak edinstven odtenek, odvisno od njegove mineralne sestave, oddaljenosti od opazovalca in časa dneva.
Na daljnem severu se kopno navadno povzpne navpično od oceana, včasih do višin nad 1000 m. Kordiljera Domeyko na severu poteka vzdolž obale vzporedno z Andi. Ta topografija ustvarja obalno mikroklimo, saj se megla, ki se pogosto pojavlja v hladnih oceanskih vodah in tudi nizki oblaki, ujame v visoke klife. Ta zračna vlaga se kondenzira na bodicah in listih rastlin, kapljice, ki padejo na tla pa namakajo njihove korenine. Poleg obalnih pečin je to območje valovitih gričev, ki zajemajo najbolj sušno puščavsko zemljo; območje se konča na vzhodu z Andi. Robovi puščave imajo na nekaterih odsekih podzemne vodonosnike, ki so dovolili razvoj gozdov, ki jih sestavljajo večinoma tamarugo (Prosopis tamarugo- iz družine grahov; krušno drevo, ki očitno raste brez padavin), bodičasta drevesa, ki so avtohtona na območju in zrastejo do višine približno petindvajset metrov. Večina teh gozdov se je zmanjšala zaradi požarov številnih livarn, ki so bile ustanovljene v kolonialnih časih, da bi izkoristili obilne zaloge bakra, srebra in nitratov na območju. Rezultat je bil nastanek še bolj suhih površin.
Daljni sever je edini del države, v katerem je velik del Andske planote. Poleti območje v času tako imenovane »bolivijske zime« prejme precej padavin, ki tvorijo plitva jezera večinoma slane vode (Salar de Llamara, Salar des Miraje, Salar de Atacama), ki so dom številnih vrst ptic, vključno s čilskim plamencem. Nekatere vode iz planote tečejo iz Andov v obliki ozkih rek, od katerih mnoge tvorijo oaze, preden se izgubijo zaradi izhlapevanja ali absorpcije v puščavskih peskih, slanih površinah in vodonosnikih. Vendar pa nekaterim rekam uspe doseči pacifiško obalo, vključno z reko Loa, katere smer čez puščavo ima obliko črke U in je najdaljša čilska reka. Vodne pravice za eno od rek, Lauca, ostajajo vir spora med Bolivijo in Čilom. Te ozke reke so izklesale plodne doline, v katerih živahna vegetacija ustvarja močan kontrast s suhimi griči. Na takih območjih so ceste po navadi zgrajene na pol poti navzgor v suhe višine, da bi povečali intenzivno kmetijsko rabo namakanih zemljišč. Ponujajo spektakularne panoramske razglede, skupaj z drhtavimi izkušnjami vožnje vzdolž robov pečine.
Na daljnem severu so se razvili plodovi, ki dobro rastejo v sušnih tropih, vse vrste zelenjave pa lahko gojijo celo leto. Vendar je glavna gospodarska panoga v regiji veliko rudno bogastvo. Na primer Chuquicamata, največji rudnik bakra na svetu v odprtem kopu, je na skrajnem severu. Od zgodnjih 1970-ih se je v glavnih pristaniščih območja razvila tudi ribiška industrija, predvsem v Iquique in Antofagasti.

### Norte Chico
Bližnji sever (Norte Chico) se razteza od reke Copiapó do približno 32 ° južne zemljepisne širine ali severno od Santiaga. To je polkrožna regija, katere središčno območje v vsakem od štirih zimskih mesecev v povprečju prejme približno 25 mm dežja. Tudi tukaj je suša. Temperature so zmerne, poleti povprečno 18,5 ° C in pozimi ob morju okoli 12 ° C. Zimski dež in taljenje snega, ki se nabira na Andih, omogoča nastanek rek, katerih pretok se spreminja z letnimi časi, vendar tečejo skozi celo leto. Njihove globoke prečne doline zagotavljajo široka območja za vzrejo goveda in, najpomembnejše, sadjarstvo, dejavnost, ki se je od sredine 1970-ih zelo razvila. Skoraj ves čilski pisco (vrsta žganja) se proizvaja na bližnjem severu.
Kot na daljnem severu imajo obalna območja tukaj izrazito mikroklimo. Na tistih odsekih, kjer je zračna vlaga iz morja ujeta z visokimi klifi, obrnjenimi na ocean, se razvijejo zmerni deževni gozdovi, saj vegetacija vpija vlago v obliki megle. Ker rečne doline zagotavljajo prelome v obalnih klifih, morska vlaga lahko prodre v notranjost in dodatno zmanjša splošno sušno podnebje v teh dolinah. Višje nadmorske višine v notranjosti so pokrite z grmičevjem in kaktusi različnih vrst.

### Zona Central
Osrednji Čile (Chile Central), kjer živi večina prebivalcev, vključuje tri največja metropolitanska območja - Santiago, Valparaíso in Concepción. Razteza se od 32 ° do približno 37 ° južne zemljepisne širine. Podnebje je zmernega mediteranskega tipa, pri čemer se količina padavin znatno in postopoma povečuje s severa na jug. Na območju Santiaga so povprečne mesečne temperature v poletnih mesecih januarja in februarja približno 19,5 ° C in v zimskih mesecih junija in julija 7,5 ° C; poprečna mesečna količina padavin je v januarju in februarju večja kot v juniju in juliju in znaša 69,7 mm. V Concepción so povprečne mesečne temperature poleti pri 17,6 ° C, pozimi pa 9,3 ° C, količina dežja je veliko večja poleti. Concepción prejme poprečno 20 mm dežja na mesec; v juniju in juliju pa v poprečju 253 mm na mesec. Številne reke močno povečujejo dotok kot posledica zimskega dežja in spomladanskega taljenja snega v Andih. Kombinacija obilja snega v Andih in relativno zmerne zimske temperature ustvarjajo odlične pogoje za alpsko smučanje.
Topografija osrednjega Čila vključuje Obalno kordiljero (Cordillera de la Costa), ki poteka vzporedno z Andi. Tako imenovana Podolžna dolina leži med obema gorskima območjema in vsebuje nekaj najbogatejših kmetijskih zemljišč v državi, še posebej v njenem severnem delu. Območje severno in južno od Santiaga je velik proizvajalec sadja, vključno z grozdjem, iz katerega so narejena najboljša čilska vina. Izvoz svežega sadja se je začel dramatično povečevati sredi 1970-ih, saj so imeli čilski pridelovalci prednost, da so v zimskem času v tem delu sveta dosegli trge na severni polobli. Večina tega izvoza, kot so grozdje, jabolka in breskve, gre s hladilnimi ladjami, nekateri pa, kot so jagode, se odpravijo z letalskim prevozom.
Južni del osrednjega Čila vsebuje mešanico odličnih kmetijskih zemljišč, od katerih so bila mnoga prvotno pokrita s starimi gozdovi. Očiščeni so bili za kmetijstvo, vendar so kmalu izčrpali njihovo organsko snov in pustili, da so erodirali. Veliki travniki te iztrebljene zemlje, mnogi na hribovitem terenu, so bili ponovno pogozdeni z drevjem, zlasti za celulozno in papirno industrijo. Nove naložbe v teh panogah v 1980-ih so spremenile podeželsko gospodarstvo v regiji. Predandska hribovja in nekateri višji in bolj masivni hribi v obalnem območju (predvsem Cordillera de Nahuelbuta) še vedno vsebujejo velike površine starih gozdov izjemne lepote, od katerih so nekateri zaščiteni kot narodni parki. Tu so tudi deli, ki so nižji od Podolžne doline in so na splošno precej ravni. Tu so tudi najdaljše plaže.

### Zona Sur
Čeprav je v Andskih in obalnih regijah osrednjega Čila veliko jezer, je južni del (Sur de Chile) zagotovo najbolj jezerski del. Južni Čile se razteza od reke Bíobío na približno 37 ° južne širine do kanala Chacao na približno 42 ° južne širine. V tem jezerskem okrožju je dolina med Andi in obalnim območjem bližja nivoju morja, na stotine je rek, ki se spuščajo iz andskih jezer, nekatere precej so velike, ko dosežejo nižine. V oceane se stekajo preko drugih rek, od katerih so nekatere (predvsem reka Calle-Calle, ki teče v mestu Valdivia) edine v celotni deželi, ki so plovne na kakšnem odseku. Najjužnejši del Podolžne doline je potopljen v ocean in tvori zaliv Ancud. Otok Chiloé (Isla de Chiloé), s svojimi valovitimi hribi, je zadnja pomembna vzpetina obalnih gora.
Jug je eno najbolj deževnih območij na svetu. Med najbolj vlažnimi točkami v regiji je Valdivia, z letnimi padavinami v višini 2535,4 mm. Poletna meseca januar in februar sta suha, mesečno povprečje padavin 67 mm. Zimska meseca junij in julij imata po 410,6 mm padavin. Temperature v območju so zmerne. V Valdiviji je poleti poprečno 16,7 ° C, medtem ko je pozimi povprečno 7,9 ° C.
Jezera v tej regiji so neverjetno lepa. S snegom pokriti Andi tvorijo konstantno ozadje v bistrih modrih ali celo turkiznih vodah, kot na jezeru Todos los Santos. Reke, ki se spuščajo iz Andov, hitijo preko vulkanskih kamnin in tvorijo številne brzice in slapove. Rastlinstvo, vključno s številnimi praprotmi v senčnih območjih, je bujno zeleno. Nekateri deli še vedno obsegajo stare gozdne rastline in v vseh letnih časih, še posebej spomladi in poleti je veliko poljščin in cvetočih dreves. Pašniki na najsevernejšem delu, okrog Osorna, so primerni za vzrejo goveda; mleko, sir in maslo so pomembni izdelki tega območja. Na tem območju rastejo vse vrste jagodičevja, od katerih nekatera izvažajo, razvilo pa se je gojenje različnih vrst postrvi in lososov, pri čemer so kultivatorji izkoristili bogato ponudbo čiste tekoče vode. Pomembna je tudi lesna industrija. Številni turisti, predvsem Čilenci in Argentinci, obiskujejo območje poleti.
Mnoge za Čile značilne živalske vrste so bile zdesetkane, saj so jih človeška bivališča in uporaba zemljišč potisnila daleč in dlje v divjino. To je primer huemula (Hippocamelus bisulcus), južnoandskega jelena in čilskega kondorja, največje ptice te vrste; obe živali sta na narodnem grbu. Preostale čilske pume (tudi kugar), ki so večje od svojih sorodnikov v Kaliforniji, so bile na jugu usmerjene v izolirane narodne parke, ker jih kmetje še naprej lovijo, ker občasno ubijajo ovce in koze.

### Zona Austral
Skrajni jug (Chile Austral) se razteza od 42 ° južne zemljepisne širine do rta Horn, Andov in Južnega Pacifika. V severnem delu Skrajnega juga je še vedno veliko padavin. Poleti poprečno 206,1 mm, pozimi poprečno 300 mm. Temperature ob morju v Puerto Aisénju so poleti mesecih poprečno 13,6 ° C in 4,7 ° C pozimi. Območje je na splošno hladno in mokro, ima pa kanale, fjorde, snežene gore in otoke vseh oblik in velikosti na ozkem prostoru. Na južnem delu Skrajnega juga je mesto Punta Arenas, ki je s približno 125.000 prebivalci najjužnejše mesto Čila. Prejme precej manj padavin, samo 438,5 mm na leto ali nekaj več, kot Valdivia samo v mesecu juniju. Te padavina se skozi vse leto porazdelijo bolj ali manj enakomerno, pri čemer imata dva glavna poletna meseca 30 mm in zimska 38,9 mm, deloma v obliki snega. Temperature so hladnejše kot v preostalem delu države. Poleti poprečno 11,1 ° C, pozimi poprečno 2,5 ° C. Zaradi skoraj stalnega vetra iz južnega Tihega oceana se zrak zdi precej hladnejši.
Na Skrajnem jugu so obsežni pašniki, ki se pogosto uporabljajo za vzgojo ovac, čeprav je čezmerna paša na nekaterih področjih problem. Druga glavna gospodarska dejavnost območja je pridobivanje nafte in zemeljskega plina iz območij okoli Magellana. Ta ožina je pomembna pomorska pot, saj združuje Atlantski in Tihi oceana in se izogiba nevarnim odprtim vodam ob Rtu Horn. Preliv je nevaren zato čilski piloti skozi vodijo vsa plovila.

## Podatki
Površina: 

skupaj: 756.102 km²

kopno: 743.812 km²

voda: 12.290 km²

opomba: tudi Velikonočni otok (Isla de Pascua) in Isla Sala y Gómez
Ne vključuje čilskih zahtev glede Antarktike, ki se prekrivajo z argentinskimi in britanskimi zahtevami. Vse te zahteve so zamrznjene po pogodbi o Antarktiki.
Kopenske meje: 

skupaj: 7801 km

po državah: Argentina 6691 km, Bolivija 942 km, Peru 168 km
Obala: 6435 km 

Pomorske zahteve: 

- teritorialno morje: 12 nmi (22,2 km)
- pas posebnih jurisdikcijskih pravic obalne države – zunanji morski pas: 24 nmi (44,4 km)
- izključna ekonomska cona: 200 nmi (370,4 km)
- kontinentalna polica: 200–350 nmi (370,4–648,2 km)

### Zemljepisna širina in dolžina
- severno: tristranska meja z Bolivijo in Perujem
- najjužnejša točka je lahko:
  - kopno: Águila Islet, otoki Diego Ramírez
  - vključno z Antarktiko: Južni tečaj
- zahodna točka: Motu Nui, od Velikonočnega otoka
- vzhodna točka je lahko:
  - kopno: otok Nueva
  - vključno z Antarktiko: 53. poldnevnik zahodno nad Antarktiko

### Nadmorska višina
- najvišja: Ojos del Salado 6893 m
- najnižja: Tihi ocean 0 m